# Hoya (przedsiębiorstwo)
Hoya (właśc. HOYA Corporation) (jap. HOYA株式会社 Hoya Kabushiki Kaisha) – to japoński międzynarodowy koncern, działający w obszarze medyczno-technicznym, dostawca produktów i usług opartych na zaawansowanych technologiach optycznych. HOYA skupia swoją działalność biznesową w dwóch głównych segmentach: Dział Ochrony Zdrowia (Life Care), odpowiada za produkty związane ze zdrowiem, takie jak soczewki okularowe, soczewki kontaktowe, a także produkty medyczne, takie jak soczewki wewnątrzgałkowe (IOL), wykorzystywane w operacjach zaćmy, oraz systemy obrazowania endoskopowego. Dział Technologii Informacyjnych (Information Technology) odpowiada za produkty elektroniczne, takie jak maski i fotomaski do produkcji półprzewodników i paneli LCD, szklane dyski dla dysków twardych oraz produkty związane z fotografią, takie jak soczewki optyczne, elementy optyczne obiektywów i mikrosoczewki do aparatów cyfrowych.  
Przedsiębiorstwo zostało założone w 1941 roku. Jego siedziba znajduje się w Tokio. Grupa HOYA obejmuje ponad 100 oddziałów i filii, zatrudniając ponad 35 000 osób na całym świecie.  
W marcu 2008 Hoya połączyła się z inną dużą japońską firmą – Pentax. W lipcu 2011 Hoya sprzedała PENTAX Imaging Systems Business firmie Ricoh Company, Ltd..